# Hajnalka Tóth
Hajnalka Tóth (ur. 27 sierpnia 1976 w Békéscsabie) – węgierska szpadzistka, wielokrotna medalistka mistrzostw świata.
W 1994 roku zdobyła złoty medal drużynowo na mistrzostwach świata juniorów w Meksyku. Dwa lata później, na mistrzostwach świata juniorów w Tournai zdobyła indywidualnie brązowy medal.
Podczas mistrzostw świata w La Chaux-de-Fonds w 1998 roku wywalczyła brązowy medal w turnieju indywidualnym. Wyprzedziły ją jedynie Francuzka Laura Flessel i Niemka Denise Holzkamp. Na rozgrywanych rok później mistrzostwach świata w Seulu Węgierki w składzie: Ildikó Mincza, Gyöngyi Szalay, Tímea Nagy i Hajnalka Tóth zdobyły złoty medal w zawodach drużynowych. W konkurencji tej zdobyła również złoty medal na mistrzostwach świata w Lizbonie (2002), srebrny na mistrzostwach świata w Lipsku (2005) oraz brązowe na mistrzostwach świata w Nîmes (2001) i mistrzostwach świata w Hawanie (2003).
Wystartowała na igrzyskach olimpijskich w Atenach w 2004 roku, zajmując piąte miejsce drużynowo. Był to jej jedyny start olimpijski.
Zdobyła drużynowo brązowy medal na mistrzostwach Europy w Bolzano w 1999 roku. Drużynowo zdobywała następnie złote medale na mistrzostwach Europy w Koblencji w 2001 roku i mistrzostwach Europy w Moskwie w 2002 roku oraz srebrne na mistrzostwach Europy w Funchal w 2000 roku, mistrzostwach Europy w Kopenhadze w 2004 roku i mistrzostwach Europy w Izmirze w 2006 roku. Ponadto zdobyła indywidualnie srebro na mistrzostwach Europy w Zalaegerszeg w 2005 roku i brąz na mistrzostwach Europy w Kopenhadze w 2004 roku.